# Dicercomyzon femorale
Dicercomyzon femorale is een haft uit de familie Dicercomyzidae. De wetenschappelijke naam van de soort is voor het eerst geldig gepubliceerd in 1954 door Demoulin.
De soort komt voor in het Afrotropisch gebied.